# Best Thing I Never Had
"Best Thing I Never Had" là một bài hát của nữ ca sĩ người Hoa Kỳ Beyoncé cho album phòng thu thứ tư của cô, 4 (2011). Nó được phát hanhf bởi Columbia Records vào ngày 1 tháng 6 năm 2011, dứoi dạng đĩa đơn thứ hai từ album. "Best Thing I Never Had" được viết bởi Patrick "J. Que" Smith, Kenneth "Babyface" Edmonds, Symbolyc One, Caleb McCambpell, Antonio Dixon, Knowles, and Shea Taylor. Bài hát là một bản pop và R&B, nhưng có thêm phần nhịp trống trong bài hát "The Show" năm 1985 của Doug E. Fresh. 

## Xếp hạng

### Xếp hạng tuần
| Bảng xếp hạng (2011)                 | Vị trí cao nhất |
| ------------------------------------ | --------------- |
| Australian Singles Chart             | 17              |
| Australian Urban Singles Chart       | 6               |
| Austrian Singles Chart               | 39              |
| Belgian Singles Chart (Flanders)     | 50              |
| Belgian Tip Chart (Wallonia)         | 8               |
| Brazil Hot 100 Airplay               | 5               |
| Canadian Hot 100                     | 27              |
| Czech Airplay Chart                  | 29              |
| Danish Singles Chart                 | 24              |
| Dutch Top 40                         | 23              |
| French Singles Chart                 | 61              |
| German Singles Chart                 | 29              |
| Irish Singles Chart                  | 2               |
| Israeli Airplay Chart                | 10              |
| Japan Hot 100                        | 14              |
| New Zealand Singles Chart            | 5               |
| Scottish Singles Chart               | 3               |
| Slovak Airplay Chart                 | 2               |
| South Africa Airplay Chart           | 2               |
| South Korea Gaon International Chart | 1               |
| Spanish Singles Chart                | 46              |
| Swedish Singles Chart                | 44              |
| Swiss Singles Chart                  | 35              |
| UK Singles Chart                     | 3               |
| UK R&B Chart                         | 1               |
| US Billboard Hot 100                 | 16              |
| US Adult R&B Songs                   | 18              |
| US Hot R&B/Hip-Hop Songs             | 4               |
| US Pop Songs                         | 15              |
| US Hot Dance Club Songs              | 1               |
| US Rhythmic                          | 7               |

 
|

### Xếp hạng cuối năm
| Bảng xếp hạng (2011)                 | Vị trí |
| ------------------------------------ | ------ |
| Australian Singles Chart             | 90     |
| Australian Urban Singles Chart       | 35     |
| South Korea Gaon International Chart | 6      |
| UK Singles Chart                     | 34     |
| UK R&B Chart                         | 6      |
| US Billboard Hot 100                 | 86     |
| US Hot R&B/Hip-Hop Songs             | 25     |
| US Rhythmic Songs                    | 36     |

## Chứng nhận
| Quốc gia                                                                           | Chứng nhận | Số đơn vị/doanh số chứng nhận |
| ---------------------------------------------------------------------------------- | ---------- | ----------------------------- |
| Úc (ARIA)                                                                          | Bạch kim   | 70.000^                       |
| Canada (Music Canada)                                                              | Vàng       | 40.000*                       |
| New Zealand (RMNZ)                                                                 | Vàng       | 7.500*                        |
| South Korea (Gaon Chart) Single version                                            | —          | 823,512                       |
| South Korea (Gaon Chart) Album version                                             | —          | 187,712                       |
| Thụy Điển (GLF)                                                                    | Bạch kim   | 20.000‡                       |
| Anh Quốc (BPI)                                                                     | Vàng       | 400.000^                      |
| Hoa Kỳ (RIAA)                                                                      | Bạch kim   | 1.000.000^                    |
| * Chứng nhận dựa theo doanh số tiêu thụ. ^ Chứng nhận dựa theo doanh số nhập hàng. |            |                               |